# Taleb Amoli
Pour les articles homonymes, voir Amoli.
Taleb Amoli ou Taleb Amuli (en persan طالب آملی) est un poète iranien de langue mazandarani. Il vivait probablement au XVIIe siècle dans la province du Mazandéran.